# Garrulaxe à ailes rouges
Liocichla phoenicea
Espèce
Statut de conservation UICN

 LC  : Préoccupation mineure
Le Garrulaxe à ailes rouges (Liocichla phoenicea) est une espèce de passereau de la famille des Leiothrichidae.

## Répartition
Cet oiseau se trouve au Bangladesh, au Bhoutan, en Birmanie, en Chine, en Inde, au Laos, au Népal, en Thaïlande et au Viêt Nam.

## Habitat
Il habite les forêts humides subtropicales ou tropicales de montagne.